# 大朝町
大朝町（おおあさちょう）は、かつて広島県の北西部に存在した町。山県郡に属した。
2005年（平成17年）2月1日、市町村合併により北広島町の一部となった。

## 地理

### 河川
- 江の川（可愛川）

### 山
- 畳山（1029.0m）
- 熊城山（997.5m）
- 雉子の目山（897.2m）
- 猪子山（830.2m）
- 寒曳山（825.8m）
- 唐代山（814.0m）
- 加計山（752.4m）
- 火野山（日野山、705.4m）
- 文蔵山（655.9m）

## 歴史
- 1889年（明治22年）4月1日 - 町村制施行に伴い、山県郡筏津村、大朝村、大塚村、田原村の区域をもって大朝村が成立。
- 1926年（大正15年）1月1日 - 町制施行して大朝町になる。
- 1955年（昭和30年）3月31日 - 新庄村と新設合併し、改めて大朝町が発足。
- 1974年（昭和49年）4月1日 - 山県郡千代田町の一部（中山の一部）を編入する。
- 2005年（平成17年）2月1日  - 山県郡芸北町、千代田町、豊平町と新設合併し、北広島町が発足。同日大朝町廃止。

## 大字
- 筏津（いかだつ）
- 岩戸（いわど）
- 大朝（おおあさ）
- 大塚（おおつか）
- 新庄（しんじょう）
- 田原（たわら）
- 宮迫（みやざこ）

## 産業
農業が主力産業である。

## 教育

### 小学校
- 大朝町立大朝小学校
- 大朝町立大塚小学校

### 中学校
- 大朝町立大朝中学校
- 広島県新庄高等学校附設中学校

### 高等学校
- 広島県新庄高等学校

## 交通

### 鉄道
町内に鉄道路線は通っていない。

### 道路

#### 高速道路
- 浜田自動車道（中国横断自動車道広島浜田線）
  - 大朝IC/BS - 寒曳山PA

#### 国道
- 国道261号

#### 主要地方道
- 島根県道・広島県道5号浜田八重可部線
- 広島県道79号芸北大朝線

#### 一般県道
- 広島県道311号新庄千代田線
- 広島県道312号志路原大朝線

## 名所・旧跡・観光地
- 吉川氏城館跡（小倉山城跡、日野山城跡）
- おおあさ鳴滝露天温泉
- 鳴滝
- スキーパーク寒曳
- 田原温泉5000年風呂
- 天意の里ハーブガーデン
- 天狗シデ
- 筏津芸術村
- 中国平和記念墓地公園

## 出身人物
- 渡辺忠雄（政治家、広島市長）